# 林裕章
林 裕章（はやし ひろあき、1942年〈昭和17年〉9月3日 - 2005年〈平成17年〉1月3日）は、日本の実業家・芸能プロモーター。吉本興業代表取締役社長・会長等を歴任した。
兵庫県出身。旧姓は猿丸（さるまる）。

## 略歴
- 1971年4月 吉本興業株式会社入社
- 1977年6月 取締役制作部長
- 1981年7月 取締役テレビ・ラジオ制作部長
- 1984年6月 常務取締役
- 1987年6月 専務取締役
- 1989年6月 代表取締役専務
- 1997年4月 代表取締役副社長
- 1999年6月 代表取締役社長
- 2004年7月 代表取締役会長
- 2005年1月3日 死去

## 人物
父の猿丸吉左衛門は元芦屋市長・兵庫県議会議員。大阪星光学院中学校・高等学校、同志社大学商学部卒業。大学時代はアメフトの選手であった。
大学卒業後、繊維会社勤務を経て1971年に吉本興業へ入社。取締役制作部長、専務取締役を経て、1999年に社長就任。2002年日本経済団体連合会に加入。吉本興業元会長・林正之助の娘婿。
取締役時代の1980年、東京に個人名義でマンションを借りて東京事務所を開設。第二次世界大戦後の東京進出(第二次)の陣頭指揮をとり、部下だった木村政雄・大﨑洋と共に漫才ブームの基礎を築いた。本格的に東京進出・東京中心に物事を考えるようになったのは、東京に進出した上岡龍太郎の「東京と大阪じゃギャラの額が3桁違う」と言う一言だった。それが後の東京・大阪の二本社制のきっかけにもなっている。その後、テレビ・ラジオ制作部長などを経て、1999年に当時の中邨秀雄社長が会長となった後を受け、社長に就任。
在任中は東京、大阪の二本社制をしき、本業のお笑いを重視。東京・新宿に常設劇場「ルミネtheよしもと」を開設。また、「M-1グランプリ」の創設に寄与し、さらには海外進出にも意欲的で吉本新喜劇の海外公演などを手がけた。
2002年に吉本興業が日本経済団体連合会に加入。芸能事務所が財界の総本山に入ることは初のことだった。
2003年に体調を崩した後は入退院を繰り返すようになり、2004年に社長から会長に退いた。2005年1月3日、肺小細胞癌により死去。

## エピソード

### 自身を演じた芸人
浜田雅功は番組「HAMASHO」のコーナー「芸能人生活向上株式会社」で、同社の社長・林裕章を演じている。

### 横山やすしとの関係
吉本が横山やすしとの専属芸能契約を破棄した際、やすしに対して契約解除の通知書を発行したのも林である。やすしの告別式では、記者からの問いに「人の話を聞かずに酒を飲み続けたからこうなった。」と述べていた。

### 博多華丸・大吉との関係
晩年は、福岡吉本の行く末を気にしていた。林は2002年、福岡吉本のトップ芸人だった鶴屋華丸・亀屋大吉（後の博多華丸・大吉）に対し「まず君らから東京進出や」と声をかけたものの、その直後に体調を崩し、会長職に退いた。その後、福岡吉本は所長交代による体制の変化などで華丸・大吉の東京進出は立ち消えとなり、福岡からの東京進出は随分遅れた。華丸・大吉が東京に進出したのは林の死後であった。

### 島田紳助との関係
ギャラ値上げを主張した若かりし頃の島田紳助に対し、おもむろに上着を脱いで「とりあえずかかって来んかい!俺に勝ったら上げたる!」と述べた。2004年10月に事件を起こしていた紳助のことを気にかけており、中田カウスに看取られ逝去した今わの際に紳助の名を呼んだと明石家さんまが「うまッチ!」で共演した際に証言している。

### 没後の騒動
2007年4月、夫人の林マサ（林正之助の長女、2009年10月27日没）が週刊新潮に吉本興業の内情を告発する手記を発表した。裕章は死の際に中田カウスに「紳助を頼むぞ」と遺言したと言われているが、これはカウスが作った嘘だとマサは手記の中で主張している。またカウスが暴力団の影響力をちらつかせて吉本興業の経営に関与しようとしたと主張しているが、吉本興業側はこれを否定し法的措置を検討している。